# محاصره فلورانس (۴۰۵)
محاصرهٔ فلورانس محاصره‌ای بود که در ۴۰۵ میلادی توسط گوتهای تحت فرماندهی راداگایسوس رخ داد.